# Genzentren-Programm
Das Genzentren-Programm war ein Förderprogramm des Bundesministeriums für Forschung und Technologie (BMFT).

## Vorgeschichte
1981 investierte die deutsche Hoechst AG, damals das weltweit größte Pharma-Unternehmen, 70 Millionen Dollar in eine Forschungskooperation mit dem Massachusetts General Hospital in Boston (USA), um den Anschluss an die neu entstehende Gentechnik nicht zu verpassen. Dieser Schritt der Hoechst AG in die USA löste eine starke öffentliche Debatte in der Bundesrepublik aus, die in Anlehnung an den Sputnik-Schock der 1950er Jahre als „Hoechst-Schock“ bezeichnet wurde.
Das Bundesministerium für Forschung und Technologie hatte bereits einige Jahre zuvor eine Studie zu den Potenzialen der Biotechnologie bei der DECHEMA in Auftrag gegeben, die 1974 in einer ersten Fassung erschien und in den Folgejahren mehrfach aktualisiert wurde. Auf Basis der Studienergebnisse wollte das BMFT seine Förderung der Biotechnologie intensivieren und systematisieren. Der Forschungsleiter der Hoechst AG riet dem Bundesforschungsminister jedoch davon ab, weil er als Chemiker nicht an die Idee glaubte, Zellen zu Produktionsfabriken für Moleküle umzufunktionieren. Dadurch kam es erst in den 1980er Jahren zur Auflage eines großvolumigen Förderprogramms für die moderne Biotechnologie.

## Förderung der Genzentren
Als Reaktion auf den Hoechst-Schock begann das Bundesministerium für Forschung und Technologie im Jahr 1982 mit der Förderung von Genzentren in Heidelberg, Köln, München und West-Berlin, um den Rückstand Deutschlands in der molekularbiologischen Forschung aufzuholen. Die Standorte der Genzentren wurden nicht in einem offenen Wettbewerbsverfahren bestimmt, sondern dort angesiedelt, wo bereits erste Ansätze molekularbiologischer Forschung bestanden.
In Heidelberg gab es Anfang der 1980er Jahre eine Initiative von Professoren, die durch ihre Ausbildung in den USA das Potenzial der sich stürmisch entwickelnden Molekularbiologie erkannten und ein Konzept für ein neues Forschungszentrum entwickelten, um eine an internationalen Maßstäben orientierte molekularbiologische Forschung an der Universität Heidelberg zu etablieren. Die BASF beschloss 1982, das Konzept mit 5 Millionen DM zu unterstützen. Die Gründung des ZMBH erfolgte dann 1983. Zwei Jahre später konnte ein neu errichtetes Forschungsgebäude bezogen werden, das vom Land Baden-Württemberg mit 32 Millionen DM finanziert wurde. Das BMFT hat das ZMBH aus seinem Genzentren-Programm von Oktober 1982 bis Ende 1993 mit insgesamt 80 Millionen DM gefördert.
Keimzelle des Genzentrums in Köln waren das Institut für Genetik an der Universität Köln und das Max-Planck-Institut für Züchtungsforschung, die Pionierarbeit auf dem Gebiet der Molekularbiologie in Deutschland geleistet haben. Viele Studienabsolventen und Nachwuchsforscher aus Köln machten später an anderen Universitäten, Forschungsinstituten und der Industrie Karriere. Das Land Nordrhein-Westfalen investierte 29 Millionen DM in Neubauten, die insbesondere der Unterbringung von Nachwuchsgruppen dienten. Die Bayer AG finanzierte eine Stiftungsprofessur an der Universität Köln. Das BMFT förderte das Kölner „Zentrum für Molekulare Gen- und Zelltechnologie“ von 1982 bis 1994 mit insgesamt 85 Millionen DM.
Das Genzentrum in München wurde 1984 eingerichtet. Beteiligt waren die Ludwig-Maximilians-Universität (LMU) und das Max-Planck-Institut für Biochemie. Der Laborneubau für das Genzentrum kostete 110 Millionen DM und wurde erst 1994 fertiggestellt. Leiter des Münchner Genzentrums war Ernst-Ludwig Winnacker, Sohn des früheren Hoechst-Vorstandsvorsitzenden Karl Winnacker und späterer Präsident der Deutschen Forschungsgemeinschaft. Das BMFT förderte das Genzentrum München von 1984 bis 1995 mit 81 Millionen DM.
Als letztes wurde 1987 das Genzentrum in Westberlin eingerichtet. Die Kosten des Neubaus und die Grundfinanzierung wurden hälftig vom Land Berlin und der Schering AG getragen. Das BMFT gewährte von 1987 bis 1995 rund 30 Millionen DM Projektfördermittel.

## Nachwirkung
Die Genzentren in München und Heidelberg bestehen bis heute als Einrichtung der Ludwig-Maximilians-Universität München bzw. als Zentrum für Molekulare Biologie der Universität Heidelberg (ZMBH) fort. Das Berliner Genzentrum ging im 1994 gegründeten Max-Planck-Institut für molekulare Pflanzenphysiologie in Potsdam-Golm auf.
Die Genzentren schufen eine wichtige Grundlage für den Sieg der Regionen München, Heidelberg und Rheinland im BioRegio-Wettbewerb, den das Bundesministerium für Bildung und Forschung im Jahr 1995 startete.